# Гамзеев, Эрик
Э́рик Гамзе́ев (эст. Erik Gamzejev) (род. 14 апреля 1967, г. Кохтла-Ярве, Эстония) — эстонский журналист, главный редактор уездной газеты Ида-Вирумаа «Северное побережье».

## Биография
Учился в Тартуском университете (1989—1992) по специальности журналистика. С 1992 года был исполнительным редактором двуязычной (эстонско-русской) газеты «Северное побережье», а с 2010 года является главным редактором этой газеты.

## Награды
- Кавалер Ордена Белой звезды 5-й степени (2011)[2][3][4]
- Дважды удостоен журналистской премии Союза газет Эстонии
- Золотой знак Нарвского колледжа Тартуского университета (2024)[5][6]
- Журналист года Эстонии (2020)[7]

## Публикации
- Тийт Вяхи: без пограничного договора эстонско-российские отношения не улучшатся
- Яан Тоотс: к России не надо подлизываться, однако с ней следует хорошо ладить